# Nikander (Kowalenko)
Nikander, imię świeckie Aleksiej Wiktorowicz Kowalenko (ur. 22 września 1954 w Ułan Bator, zm. 
22 czerwca 2023) – rosyjski biskup prawosławny.

## Życiorys
Pochodzi z rodziny geologów. W 1971, po uzyskaniu średniego wykształcenia, podjął studia w zakresie fizyki na Uniwersytecie Moskiewskim. W 1977 ukończył je i przez kolejne cztery lata był nauczycielem w moskiewskich szkołach. Następnie zrezygnował z pracy zawodowej i wstąpił do seminarium duchownego w Moskwie. Po jego ukończeniu w 1984 rozpoczął studia w Moskiewskiej Akademii Duchownej, równocześnie wstępując do ławry Troicko-Siergijewskiej jako posłusznik. Wieczyste śluby mnisze złożył 25 lutego 1985, przyjmując imię zakonne Nikander na cześć św. Nikandra Pskowskiego. 17 marca tego samego roku przyjął święcenia diakońskie z rąk arcybiskupa włodzimierskiego i suzdalskiego Serapiona, zaś 7 kwietnia 1986 ten sam hierarcha wyświęcił go na hieromnicha.
W 1987 otrzymał godność ihumena, zaś rok później ukończył studia teologiczne ze stopniem kandydata nauk, na podstawie dysertacji poświęconej semiotycznym problemom języka w tekstach patrystycznych. Na stałe żył w ławrze Troicko-Siergijewskiej. 19 lipca 1988 został nominowany na biskupa zwienigorodzkiego, wikariusza eparchii moskiewskiej, a zarazem oficjalnego przedstawiciela Patriarchatu Moskiewskiego przy Patriarchacie Antiochii. Jego chirotonia biskupia odbyła się 7 sierpnia 1988 w soborze katedralnym w Mińsku pod przewodnictwem metropolity mińskiego i słuckiego Filareta.
25 grudnia 1995 Patriarchat Moskiewski odwołał go z pełnionego do tej pory stanowiska, w roku następnym biskup Nikander wrócił do Moskwy. W 1997 został przeniesiony w stan spoczynku w związku z faktem, iż po udzielonym mu urlopie zdrowotnym nie wrócił do pełnienia obowiązków duszpasterskich.